# 裴休墓
裴休墓（はいきゅうぼ）は、中国唐の政治家裴休の墓。中華人民共和国湖南省長沙市寧郷市潙山郷端山に位置する。
裴休墓は端山の中腹にあって、西の東に座って、石は花崗岩と青石です。墓の後に「唐故相国裴休の墓」という石碑があります。墓門には対聯があります、「亮節高風乾坤並老、慈懐道気天地長存」。
1983年10月10日、湖南省人民政府は裴休墓を湖南省重点文物保護単位に認定した。